# Armorial

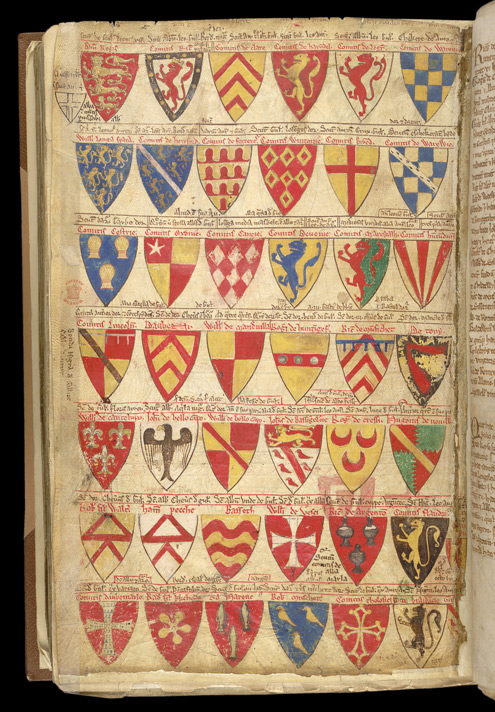
Página do Liber Additamentorum de Matthew Paris, c. 1250.

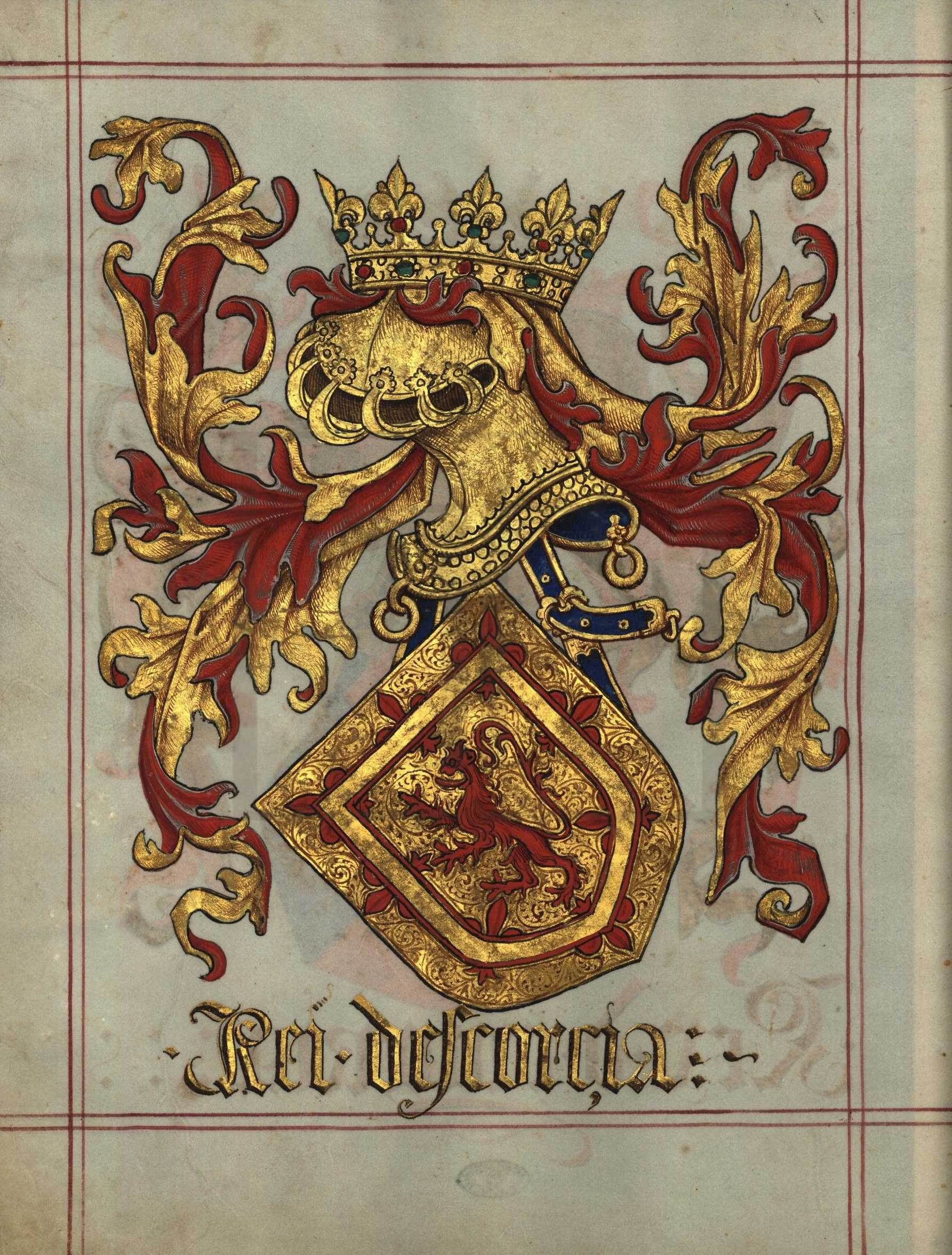
As armas do rei da Escócia no Livro do Armeiro-Mor, 1509, um dos mais ricos armoriais conhecidos.

Armorial é um catálogo ou compilação de armas heráldicas ou brasões. 
O uso de símbolos identificadores pessoais ou familiares é imemorial, mas a linguagem da heráldica como ela se tornou mais conhecida começou a ser articulada no século XII. Neste período inicial os brasões tinham um uso irregular, principalmente eram símbolos pessoais, e muitas vezes impermanentes. No século XIII as armas passaram a ser hereditárias, e em função do aspecto jurídico envolvido na transmissão de herança, especialmente da nobreza, ficou evidente a necessidade de controlar seu uso e transmissão. Para isso foram criados oficiais especializados, os reis de armas, encarregados de elaborar os desenhos, aquando de novas concessões de honras, e de compilar as insígnias já em uso, preservando os registros em catálogos ou livros especiais, os armoriais.
Os mais antigos conhecidos datam de meados do século XIII, como o Glover's Roll (c.1245), o Liber Additamentorum de Matthew Paris (c.1250), o Rôle d'armes Bigot (c.1254), e o Dering Roll (c.1275). Em Portugal o mais antigo de que se tem notícia é "hum livro pintado e dourado do Rroll dos Sygnaes e pendons dos cavalleyros portugueses que forom na Batalha do Çelado", que devia datar do século XIV, e que existia na biblioteca de D. Manuel de Castelo Branco, o segundo Conde de Vila Nova de Portimão. Fernão Lopes descreve a existência de uma tapeçaria composta como um armorial que fazia parte dos ornamentos da câmara nupcial da infanta D. Beatriz, filha do rei D. Fernando I. Dos que chegaram aos nossos dias o mais antigo é o Livro do Guarda-ropa de El-Rei D. Manuel, do século XV, que sobrevive em uma cópia posterior. O mais antigo exemplar brasileiro, mantido pelo rei de armas Possidônio Carneiro da Fonseca Costa, também se perdeu. Entre as mais ambiciosas compilações realizadas a partir de fins do século XIX estão as de Giovan Battista di Crollalanza, de Johannes Rietstap, e a edição revista e ampliada do Wappenbuch de Johann Siebmacher, editada por Otto Titan von Hefner et alii, mas nas últimas décadas, acompanhando os progressos tecnológicos, o número de publicações novas importantes e de reedições de obras antigas vem crescendo rapidamente, e uma vasta quantidade de material já está disponível online.
Os armoriais podem ser apenas descritivos ou ilustrados, e podem conter resumos sobre a história e genealogia das famílias, à maneira de dicionários ou enciclopédias. Podem ser divididos em diferentes categorias, conforme seus objetivos e âmbito:
- Ocasionais ou Comemorativos, compilando as armas de pessoas presentes em um evento específico;
- Institucionais, cobrindo armas de membros de alguma ordem religiosa ou militar, ou de alguma entidade ou fundação;
- Regionais, com as armas em uso em determinada área geográfica;
- Ilustrativos, como acessório visual de alguma crônica ou narrativa, e
- Gerais, com um escopo enciclopédico e universal.

A heráldica se tornou logo uma moda extremamente popular e uma língua-franca europeia, alcançando todas as camadas sociais, instituições, corporações, cidades e Estados, e os armoriais não tardaram a se multiplicar, deixando o âmbito estritamente oficial e passando a ser elaborados também por eruditos, historiadores e mesmo diletantes, e por isso sua qualidade gráfica e exatidão informativa são muito desiguais; alguns estão repletos de erros. Os armoriais são documentos valiosos para o estudo da história, genealogia, sociologia, simbologia e história da arte, acumulando um vasto repertório de símbolos, formas e insígnias que se enraizaram profundamente na cultura europeia.